# Madshus
Мадсхус (норв. Madshus) — норвежская компания, производитель спортивного инвентаря 
для лыжного спорта. Расположена в деревне Бири, Оппланн. C 1988 года принадлежит американской компании K2 Sports.

## История
В 1924 году в городке Вардаль Мартин Мадсхус запустил производство лыж в сарае своего отца.
В 1928 году на лыжах Madshus завоёвана первая Олимпийская медаль. 
Увеличение спроса на лыжи и объемов производства заставляет компанию перебазироваться в Йёвик.
1936 — компания производит первые клееные лыжи. Переезд в Лиллехаммер после пожара в Йёвике.
В 1972 году переезд в Бири.
1974 — начало производства стеклопластиковых лыж.
В 1976 году компания Moelven Industrier покупает завод Madshus в Бири.
В 1987 Madshus приобретает норвежский лыжный завод Landsem's.
В 1988 компания из США K2 Sports покупает Moelven.
1989 — начало производства горных лыж.